# Diplectrona zealandensis
Diplectrona zealandensis là một loài Trichoptera trong họ Hydropsychidae. Chúng phân bố ở miền Australasia.